# Liste von Persönlichkeiten der Stadt Köthen (Anhalt)

Wappen der Stadt Köthen (Anhalt)

Die Liste der Persönlichkeiten der Stadt Köthen (Anhalt) enthält Personen, die in der Geschichte der Stadt Köthen (Anhalt) eine nachhaltige Rolle gespielt haben. Es handelt sich dabei um Persönlichkeiten, denen die Ehrenbürgerschaft verliehen wurde, die hier geboren sind oder hier gewirkt haben.
Für die Persönlichkeiten aus den nach Köthen (Anhalt) eingemeindeten Ortschaften siehe auch die entsprechenden Ortsartikel.

## Ehrenbürger
- Albert von Goßler (1807–1869), Verwaltungsjurist, Wirklicher Geheimer Rat und Staatsminister zu Dessau, zum Ehrenbürger ernannt am 29. November 1853
- Salomon Herz (1791–1865), Kaufmann, zum Ehrenbürger ernannt am 18. August 1863
- Louis Wittig (1834–1907), Geheimer Kommerzienrat, zum Ehrenbürger ernannt am 15. Dezember 1897
- Felix Friedheim (1845–1900), Bankier, zum Ehrenbürger ernannt am 18. November 1895
- Karl Irmer (1831–1911), Kommissionsrat und Stadtrat, zum Ehrenbürger ernannt am 8. Januar 1909
- Hermann Trautmann (1842–1926), Stadtverordnetenvorsteher, zum Ehrenbürger ernannt am 15. Dezember 1910
- Valentin Iwanowitsch Bogdanow (1919-unbekannt), erster Stadtkommandant der sowjetischen Militäradministration in Deutschland, zum Ehrenbürger ernannt am 14. Dezember 1972
- Hans Georg Schäfer (* 1932), Intendant der Bachfesttage, zum Ehrenbürger ernannt am 18. Januar 2011

## Söhne und Töchter der Stadt

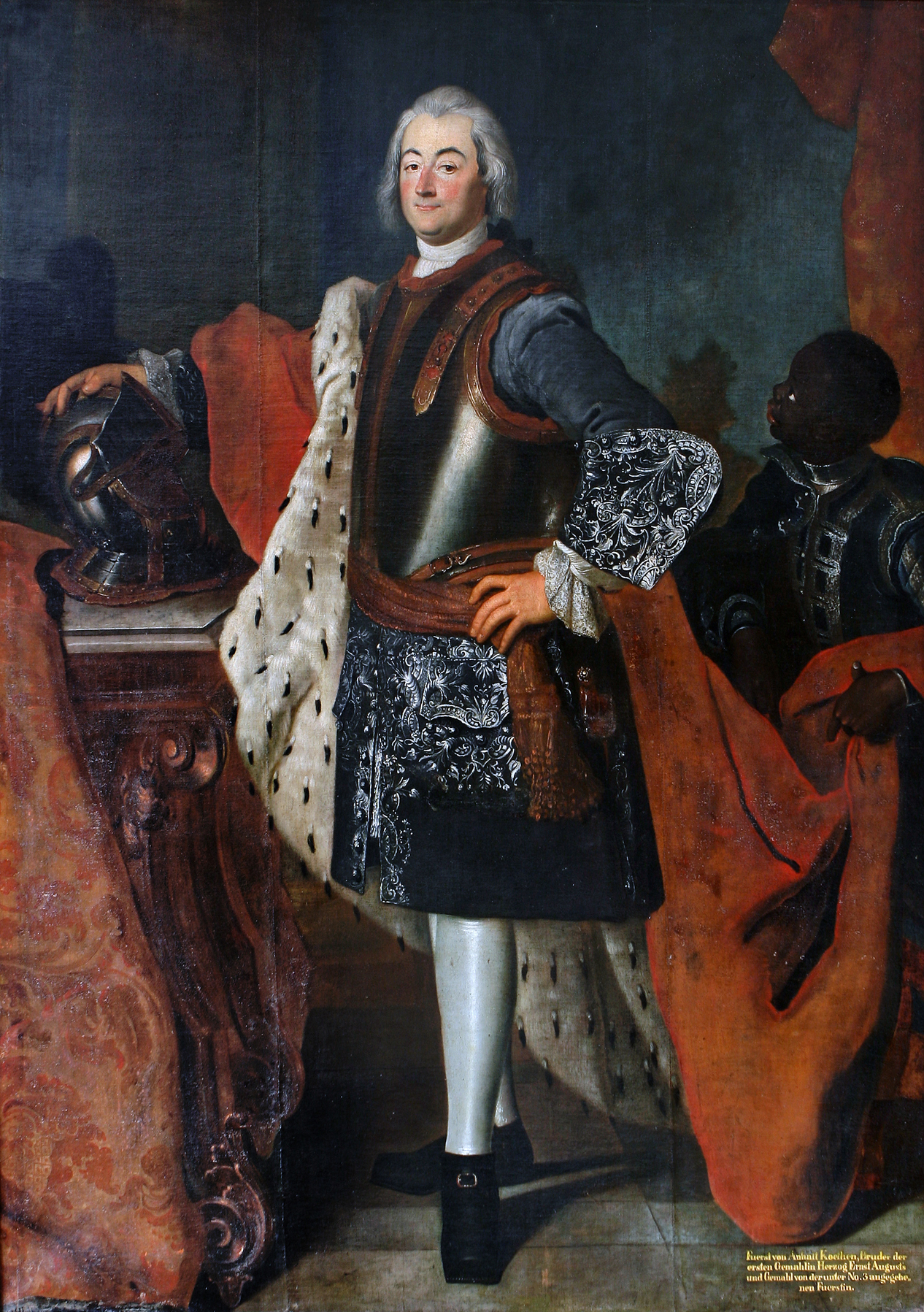
Leopold von Anhalt-Köthen

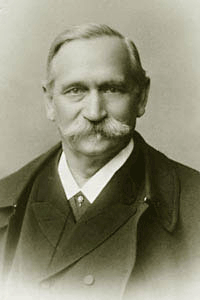
Eduard von Rindfleisch, um 1890

- Adolf von Anhalt-Zerbst (1458–1526), römisch-katholischer Bischof von Merseburg
- Wolfgang (1492–1566), Fürst von Anhalt-Köthen, Reformator
- Nicolaus Gallus (1516–1570), Reformator
- Bartholomäus Frenzel (* 1550; † Ende des 16. Jahrhunderts), neulateinischer Dichter
- Ludwig I. (1579–1650), Fürst von Anhalt-Köthen, Begründer der Fruchtbringenden Gesellschaft
- Ludwig der Jüngere von Anhalt-Köthen (1607–1624), anhaltischer Thronfolger
- Johann Friedrich Schweitzer (1630–1709), aus Anhalt stammender Arzt in Den Haag, Großvater von Claude Adrien Helvétius
- Emanuel Lebrecht von Anhalt-Köthen (1671–1704), regierender Landesfürst
- Johann Heinrich Schmucker (1684–1756), Theologe
- Eleonore Wilhelmine von Anhalt-Köthen (1696–1726), Prinzessin von Sachsen-Merseburg und Herzogin von Sachsen-Weimar
- August Ludwig von Anhalt-Köthen (1697–1755), regierender Fürst
- Andreas Frantz Pega († nach 1702), Verleger und Buchdrucker in Glatz, Hofdrucker in Breslau
- Gisela Agnes (1669–1740), Fürstin von Anhalt-Köthen (geboren im Ortsteil Kleinwülknitz)
- Leopold (1694–1728), Fürst von Anhalt-Köthen
- Eberhard Gustav von Wülknitz (1706–1772), Generalleutnant
- Gisela Agnes von Anhalt-Köthen (1722–1751), Prinzessin von Anhalt-Köthen und Fürstin von Anhalt-Dessau
- Carl Friedrich Abel (1723–1787), Komponist
- Christiana Büsching geb. Dilthey (1728–1777), Lyrikerin
- Carl Christoph Wilhelm Fleischer (1727–1787), Architekt
- Friedrich Erdmann von Anhalt-Köthen-Pleß (1731–1797), Fürst zu Anhalt-Köthen-Pleß
- Johann Georg Leberecht Richter (1763–1840), Generalsuperintendent zu Mitau
- August Christian, Herzog von Anhalt-Köthen (1769–1812), Generalmajor und regierender Landesfürst
- Friederike Ellmenreich (1775–1845), Schauspielerin und Schriftstellerin
- Ludwig von Anhalt-Köthen (1778–1802), Prinz von Anhalt-Köthen, Offizier
- Ludwig von Below (1779–1859), preußischer Generalleutnant
- Christian Carl Westphal (1783–1860), Kaufmann und Kommerzienrat, geboren in Elsdorf
- Philippine von Griesheim, verheiratete von Cramm (1790–1881), anhaltinisch-braunschweigische Adelige und Autorin
- Carl Wilhelm Schmidt (1794–1872), Klavierbauer
- Leberecht Uhlich (1799–1872), Theologe
- Wilhelm Hermann Cläpius (1801–1868), Sänger, Schauspieler, Komponist, Übersetzer und Musikpädagoge
- Ludwig II. von Anhalt-Köthen (1802–1818), wegen Minderjährigkeit unter Vormundschaft Herzog von Anhalt-Köthen
- Alfred von Behr (1812–1862), Mediziner und Politiker
- Hermann Albert Daniel (1812–1871), Geograph und Hymnologe
- Gustav Schilling (1815–1872), Philosoph
- Hans Hermann Behr (1818–1904), Mediziner und Entomologe
- Alfred Joachimi (1823–1895), Jurist und Politiker
- Angelika Hartmann (1829–1917), Fröbelpädagogin, Begründerin von Kindergärten
- Julius Naue (1833–1907), Maler und Archäologe
- Georg Heinrich Rindfleisch (1834–1883), Jurist und Schriftsteller
- Eduard von Rindfleisch (1836–1908), Pathologe
- Gustav Fels (1842–1922), Bürgermeister in Lehe (Bremerhaven)
- Franz Goeschke (1844–1912), Botaniker und Mitarbeiter des Königlich Preußischen Pomologischen Instituts in Prosaau
- Robert Jannasch (1845–1919), Jurist, Statistiker und Nationalökonom
- Richard Cramer (1847–1906), Bauingenieur
- August Klughardt (1847–1902), Komponist und Dirigent
- Conrad von Bodenhausen (1848–1938), Vizeadmiral der Kaiserlichen Marine
- Hermann Gleisberg (1848–1929), Politiker und Unternehmer
- Georg Krause (1849–1927), Gründer der Chemiker-Zeitung
- Paul Maerker (1856–1942), deutsch-jüdischer Hofbankier, Repräsentant der Israelitischen Kultusgemeinde und Schatzmeister der wohltätigen Julie-von-Cohn-Oppenheim-Stiftung
- Max Behr (1857–1934), Naturforscher und Tierschützer
- Ernst Albert (1859–1936), Theaterschauspieler und Biologe
- Ludwig Friedheim (1862–1942), Dermatologe und Opfer des NS-Regimes
- Philipp Mühlenbein (1865–1951), Regierungspräsident in Anhalt
- Gerhard Heine (1867–1949), Schriftsteller, Pädagoge und Literaturhistoriker
- Paul Saalfeld (1867–1911), Verwaltungsjurist
- Paul Schmidt (1868–1948), Erfinder der Trockenbatterie
- Hermann Gocht (1869–1938), Orthopäde
- Paul Brandt (1875–1929), Philologe
- Curt Pasel (1876–1944), Beamter
- Carl Herz (1877–1951), SPD-Politiker
- Walter Götze (1879–1952), Musiker, Prähistoriker und Konservator
- Albert von Brunn (1880–1940), Astronom
- Otto Schulze (1880–1934), Verwaltungsjurist, Geh. Hofkammerrat
- Robert Friedrich Goetze (1881–1940), Architekt
- Maximilian Franz Becker (1885–1982), Naturwissenschaftler, Sammler, Architekt, Maler und Zeichner[1]
- Richard Wittsack (1887–1952), Sprechwissenschaftler
- Hildegard Arminius (1891–1968), Malerin und Zeichnerin
- Paul Frost (1891–1976), Maler und Kunsterzieher[2]
- Kurt Schulze (1896–nach 1966), Statistiker und Hochschullehrer
- Otto Karl Christian Schreiber (1897–1946), Jurist und Kommunalpolitiker (NSDAP)
- Max Henze (1899–1951), NSDAP-Politiker
- Hermann Bertram (1900–1949), Maler
- Werner Haase (1900–1950), Leibarzt Hitlers
- Alfred Tokayer (1900–1943), Komponist
- Wolfgang Henze (1904–1969), Keramiker und Hochschullehrer
- Willi Wolf (1904–1971), Politiker (SPD/SED) und Gewerkschafter
- Walter Berger (1905–nach 1961), Kapitän zur See der Bundesmarine
- Eduard von Boguslawski (1905–1999), Pflanzenbauwissenschaftler
- Walter Rauff (1906–1984), NSDAP- und SS/SD-Mitglied (Gaswagen-Entwicklung/Euthanasie-Beteiligung)
- Robert Propf (1910–1986), Bildhauer
- Hans Elwenspoek (1910–1989), Schauspieler
- Harald Sioli (1910–2004), Biologe und Limnologe, Begründer der Amazonas-Ökologie
- Wilhelm Albert von Brunn (1911–1988), Archäologe
- Joachim Hietzig (1919–2012), Gründer der IMAG (Internationale Messe- und Ausstellungs Gesellschaft mbH)
- Gerhard Schiedewitz (1925–2007), Zeitungsredakteur
- Joachim Bechtle-Bechtinger (* 1926), Schriftsteller
- Manfred Wekwerth (1929–2014), Theaterregisseur
- Hans-Ulrich Brand (1930–2002), Jurist und Politiker (SPD)
- Gerhard Neumann (1930–2002), Schriftsteller, Theaterintendant
- Gerhard Thielcke (1931–2007), Vogelkundler und Umweltschützer
- Gerd Voigt (1931–2003), Historiker und Hochschullehrer
- Christoph Schwarze (* 1935), Romanist
- Günter Siegel (1937–2021), Leichtathlet und Leichtathletiktrainer
- Michael Naumann (* 1941), Journalist und Herausgeber
- Axel Kuhn (* 1944), Logistiker
- Martin Stephan (* 1945), Schriftsteller
- Rolf Bielau (1948–2022), Pflanzenzüchter und Heimatforscher
- Bernd Ettel (* 1949), Architekt
- Zabba Lindner (1949–2017), Schlagzeuger und Komponist
- Eckhard-Bodo Elze (* 1951), Kommunalpolitiker
- Harald Specht (* 1951), Chemiker, Lebensmittelingenieur, Hochschullehrer und Autor
- Heinz Prokop (* 1952), Handballtrainer und Handballspieler
- Thomas Franke (* 1954), Grafiker und Schauspieler
- Roland Brückner (* 1955), Turner
- Rainer Elze (* 1956), Informatiker, Staatssekretär in Sachsen-Anhalt, Vizepräsident des Landesrechnungshofs
- Frank Meyer (* 1960), Mediziner und Fachautor
- Hendrik Fischer (* 1961), politischer Beamter und Politiker (SPD)
- Norbert Schulz (1961–2012), Hochschullehrer für Grundschulpädagogik
- Kathrin Gerlof (* 1962), Schriftstellerin
- René Röder (* 1962), Fußballspieler
- Detlef Günther (* 1963), Chemiker und Hochschullehrer an der ETH Zürich
- Nicki Pawlow (* 1964), Schriftstellerin
- Steffen Scheller (* 1969), Oberbürgermeister von Brandenburg an der Havel
- Christina Buchheim (* 1970), Politikerin, Landtagsabgeordnete des Landtags von Sachsen-Anhalt und seit Juli 2023 Bürgermeisterin von Köthen (Anhalt)
- Sebastian Stier (* 1970), Komponist
- Jörg Bagdahn (* 1971), Präsident der Hochschule Anhalt
- Karsten Oswald (* 1975), Fußballspieler und Trainer
- Susanne Böhm, geborene Hoppe (* 1977), Journalistin und Fernsehmoderatorin
- Nora Leschkowitz (* 1977), Schauspielerin
- Christian Prokop (* 1978), ehemaliger Trainer der deutschen Handballnationalmannschaft und Handballspieler
- Torsten Krause (* 1981), Politiker, Mitglied des Landtags Brandenburg
- Martin Zwicker (* 1987), Hockeynationalspieler, Weltmeister
- Sarah Tkotsch (* 1988), Schauspielerin
- Hannes Müller (* 2000), Hockeynationalspieler, Weltmeister

## Weitere Persönlichkeiten mit Verbindung zur Stadt
- Moritz Dessauer (1842–1895), ungarisch-jüdischer Schriftsteller, Prediger von Köthen (Anhalt) und Landesrabbiner von Sachsen-Meiningen
- Christian Ferdinand Abel (1682–1761), berühmter Solist in Bachs Orchester
- Susanne Albrecht (* 1951), ehemalige RAF-Terroristin, lebte von 1985 bis 1987 in Köthen
- Johann Ludwig Konrad Allendorf (1693–1773), lutherischer Theologe und Liederdichter, war hier von 1724 bis 1755 Prediger
- Anna Magdalena Bach (1701–1760), geb. Wilcke, Sängerin
- Christoph Gottfried Ringe (1713–1797), Hofporträtmaler am Fürstenhof Anhalt-Köthen
- Johann Sebastian Bach (1685–1750), Komponist und Kapellmeister
- Maria Barbara Bach (1684–1720), geb. Bach, Sängerin
- Gottfried Bandhauer (1790–1837), Architekt und Bauingenieur
- Pierre Jean Beckx (1795–1887), General des Jesuitenordens
- Gottlieb Göschke (1818–1898), erster deutscher Erdbeerzüchter
- Karl Begas (1845–1916), deutscher Bildhauer
- Julie von Brandenburg (1793–1848), Herzogin von Anhalt-Köthen
- Hans Bredow (1879–1959), deutscher Hochfrequenztechniker
- Joseph Freiherr von Eichendorff (1788–1857), Dichter und Schriftsteller, lebte 1849–1855 in Köthen
- Aloysia von Eichendorff (1792–1855), Ehefrau Joseph von Eichendorffs, lebte 1849–1855 in Köthen
- Gustav Flügel (1812–1900), Komponist, lebte von 1832 bis 1838 in Köthen.
- Ferdinand (1769–1830), Herzog von Anhalt-Köthen
- Fritz Friesleben (1892–1954), Politiker (NSDAP)
- Paul Albert Glaeser-Wilken (1874–1942), Schauspieler und Spielleiter, trat in den 1920er Jahren in Gastrollen am Stadttheater Köthen auf
- Samuel Hahnemann (1755–1843), Begründer der Homöopathie
- Heinrich (1778–1847), Herzog von Anhalt-Köthen
- Erich Heymann (1880–1959), erst Landrat und dann von 1911 bis 1921 Oberbürgermeister von Köthen
- Franziska Hildebrand (* 1987), Biathletin; Weltmeisterin und Olympiateilnehmerin
- Gottlieb Hiller (1778–1826), Tagelöhner und Schriftsteller
- Gottlieb Krause (1804–1888), Historiker und Schlossbibliothekar
- Franz Krüger (1797–1857), deutscher Maler
- Ludwig I. (1579–1650), Fürst von Anhalt-Köthen
- Arthur Lutze (1813–1870), homöopathischer Heilpraktiker
- Johann Friedrich Naumann (1780–1857), Ornithologe
- Max Ohland (1879–nach 1933), Politiker (SPD)
- Heinz Quermann (1921–2003), Schauspieler
- Wolfgang Ratke (1571–1635), Pädagoge und Didaktiker
- Heinrich Reinhardt (1868–1947), Erbauer des Köthener Rathauses
- Paul Rose (1900–1973), Schauspieler und Theaterleiter, Leitung des Stadttheaters Köthen 1946/1947
- Friedrich Wilhelm Rust (1739–1796), Komponist
- Enno Sander (1822–1912), deutscher Protagonist der Revolution von 1848 und Pharmazeut in den USA
- Johann Schlaginhaufen (um 1498–1560), Reformator, erster ev. Pastor von St. Jakob
- Gert Schliephake (1925–2007), deutscher Zoologe und Hochschullehrer
- Catharina Amalia von Schlegel (1697–nach 1768), pietistische Kirchenlieddichterin
- Bernhard Sehring (1855–1941), Erbauer der Jakobskirchtürme
- Otto Siemen (1881–1966), Ingenieur, Erfinder und Fabrikant
- Theodor Friedrich Stange (1741–1831), Theologe, war Rektor der Stadtschule
- Augustin Reinhard Stricker (um 1680–1718/1719), Hofkapellmeister und Komponist
- Horst Tappert (1923–2008), Schauspieler
- Hermann Wäschke (1850–1926), Mundartdichter und Archivar
- Bernhard Wicki (1919–2000), österreichischer Schauspieler
- Karlheinz Klimt (1934–2022), Biologe und Ökologe sowie Schriftsteller, Puppenspieler und Drehorgelinterpret